# Philodromus gertschi
Espèce
Philodromus gertschi est une espèce d'araignées aranéomorphes de la famille des Philodromidae.

## Distribution
Cette espèce est endémique des États-Unis. Elle se rencontre en Californie et en Oregon.

## Description
Le mâle holotype mesure 3,5 mm et la femelle 4,5 mm.

## Étymologie
Cette espèce est nommée en l'honneur de Willis John Gertsch.

## Publication originale
- Schick, 1965 : The crab spiders of California (Araneida, Thomisidae). Bulletin of the American Museum of Natural History, no 129, p. 1-180 (texte intégral).